# Мафубе (местный муниципалитет)
Мафубе (Mafube) — местный муниципалитет в районе Фезиле-Даби провинции Фри-Стейт (ЮАР). Административный центр — Франкфорт. Название муниципалитета в переводе с языка сесото означает «заря нового дня».

## Населённые пункты
В скобках указана численность населения по данным переписи 2001 года:
- Корнелия (1.502)
- Франкфорт (1.900)
- Твелинг/Махафланенг (5.367)
- Намахади (19.413)
- Нчванатсатси (1.867)
- Цалабочха (17.244)
- Вилльерс (984)